# جيري كورن
جيري كورن (بالتشيكية: Jiří Korn)‏ هو مغني وممثل تشيكي، ولد في 17 مايو 1949 ببراغ في التشيك.

## وصلات خارجية
- جيري كورن على موقع IMDb (الإنجليزية)
- جيري كورن على موقع ميوزك برينز (الإنجليزية)
- جيري كورن على موقع أول موفي (الإنجليزية)
- جيري كورن على موقع ديسكوغز (الإنجليزية)
- جيري كورن على موقع قاعدة بيانات الفيلم (الإنجليزية)